# Philippe Caffieri (père)
Pour les articles homonymes, voir Caffieri.
Philippe Caffieri, sculpteur italien d'origine napolitaine, naturalisé Français, né le 17 septembre 1634 à Rome, et décédé le 7 septembre 1716 à Paris.

## Biographie
La famille Caffieri était originaire de Naples, alliée aux premières maisons d'Italie, et avait rendu des services militaires à Charles Quint et Philippe II. Le père de Filippo Caffieri était né à Sorrente en 1603 et était venu à Rome sous le pontificat d'Urbain VIII dont il a été ingénieur en chef. Il y a épousé Virginia de Nobili. Daniel Caffieri est mort en Dalmatie, au service du pape, au siège d'une place forte, à l'âge de 36 ans, en 1739.
Filippo Caffieri travaillait pour le pape Alexandre VII quand il a été appelé en France par Mazarin en 1660. On ignore quel travail il faisait pour le pape, mais il devait être un artiste assez habile pour être signalé par les agents de Mazarin. Arrivé à Paris, il est établi aux Gobelins pour travailler sous la direction de Charles Le Brun aux sculptures des meubles et boiseries du château de Versailles.
Philippe Caffiéri, sculpteur ordinaire des meubles de la couronne, a été naturalisé en juin 1655. Il s'est marié le 20 juillet 1665 à la paroisse Saint-Hippolyte avec Françoise Renaullt de Beauvallon, fille de Mathurin Renault et cousine germaine de Charles Le Brun, décédée le 27 novembre 1714. Il signe les documents Philippe Caffier.
En 1686-1687, il cesse brutalement d'apparaître dans les comptes des bâtiments du roi. Auguste Jal a trouvé dans les archives du ministère de la marine une commission de maître-sculpteur au Havre donnée à Philippe Caffieri le 1er novembre 1687. Il a occupé ce poste jusqu'en 1691. Il est ensuite nommé par Seignelay sculpteur-ingénieur-dessinateur des vaisseaux du roi et inspecteur de la marine à Dunkerque.
Il a sculpté des vaisseaux de guerre au Havre puis à Dunkerque. Il a résigné les fonctions qu'il occupait au port de Dunkerque en faveur de son fils aîné, François-Charles, le 14 avril 1714, et vient s'établir à Paris où il achète une charge de mouleur (ou mesureur) de bois.
Il est mort le 7 septembre 1716 dans sa maison de la rue Saint-Victor, dans la paroisse de Saint-Nicolas-du-Chardonnet. Il a été inhumé dans la chapelle Saint-Charles de l'église Saint-Nicolas-du-Chardonnet, à côté de son épouse. Cette chapelle appartenait à Charles Le Brun. Elle est passée à la branche collatérale des Caffieri après la mort du dernier descendant direct du premier peintre de Louis XIV avant d'être rétrocédée à l'Académie royale de peinture et de sculpture.

## Famille
De son mariage avec Françoise Renault de Beauvallon (1640-1714), il eut onze enfants. Parmi eux, l'aîné de ses fils François-Charles Caffieri (1667-1729), fut aussi sculpteur et dessinateur des vaisseaux du Roi (d'abord à Dunkerque , puis à partir de 1717 à Brest) et un fils cadet Jacques Caffieri fut « fondeur, sculpteur et ciseleur du roi ».
Philippe Caffieri (père) est le fondateur de toute une dynastie de sculpteurs, fondeurs et dessinateurs, comprenant aussi son petit-fils Charles-Philippe Caffieri (1698-1766) maître-sculpteur au Havre en 1729, puis à Brest jusqu'en 1765 et auteur du monument funéraire de Michel Le Nobletz au Conquet (fils de François-Charles Caffieri) et son arrière-petit-fils Charles-Marie Caffieri (1736-1794), fils de Charles-Philippe Caffieri), ainsi que deux autres de ses petits-fils Philippe Caffieri (1714-1774) et Jean-Jacques Caffieri (1725-1792), tous deux fils de Jacques Caffieri.